# Fred C. Koch
Fred Chase Koch [fɹɛd t͡ʃeɪs kɔʊk] (* 23. September 1900 in Quanah, Texas, USA; † 17. November 1967 am Bear River nahe Ogden (Utah), USA) war ein amerikanischer Chemieingenieur und Unternehmer, der eine Ölraffinerie gründete, aus der später als Koch Industries das zweitgrößte in Privatbesitz befindliche Unternehmen in den Vereinigten Staaten hervorging. In den 1930er Jahren war er maßgeblich daran beteiligt, die Sowjetunion durch den Bau von Raffinerien zu einem Ölindustrieland aufzuwerten und in Hamburg eine große Raffinerie für die Herstellung von Flugbenzin zu errichten.

## Herkunft, Ausbildung und Familie
Fred C. Koch wurde in Quanah, Texas, als Sohn des holländischen Einwanderers Harry Koch geboren, der dort die Wochenzeitung Quanah Tribune-Chief herausgab und eine Druckerei betrieb. Fred schloss sein Studium am Massachusetts Institute of Technology (MIT) im Jahr 1922 als Chemieingenieur ab. 1932 heiratete er, inzwischen recht wohlhabend, die sieben Jahre jüngere Mary Robinson, nachdem sie einander erst einen Monat lang kannten. Sie hatten vier Söhne: Frederick (1933–2020), Charles (* 1935) und die Zwillinge David (1940–2019) und William (* 1940).
Als Vater war Koch sehr streng, und er verprügelte seine Söhne häufig. Auf Anraten einer Psychologin wurden sie recht früh auf verschiedene Internate geschickt.

## Unternehmerkarriere
Fred Koch begann seine Karriere bei der Texas Company in Port Arthur, Texas, und wurde dann Chefingenieur bei der Medway Oil & Storage Company auf der Isle of Grain in Kent, England. 1925 gründete er in den USA seine eigene Firma.
Nachdem er 1927 ein verbessertes Verfahren zur Erdölraffination erfunden hatte, betrachteten ihn die großen Ölgesellschaften als Konkurrenten und verklagten ihn 1929 wegen angeblicher Patentverletzung. Der Rechtsstreit zog sich über 15 Jahre hin. Obwohl Koch schließlich, nachdem er nachweisen konnte, dass einer der beteiligten Richter bestochen worden war, im Rahmen eines Vergleichs 1,5 Millionen Dollar zugesprochen bekam, betrachtete er seitdem das amerikanische Rechtssystem als korrupt und nutzlos.
Angesichts der schwierigen Lage in den USA war Koch offen für Angebote aus Übersee. Tatsächlich erhielt er eine Anfrage aus der Sowjetunion, wo man ihn als Geschäftspartner aus seiner Zeit in England kannte und seine Sachkenntnis bei dem Aufbau eigener Ölraffinerien nutzen wollte. Er war zunächst skeptisch und hatte insbesondere kein Vertrauen, dass die Sowjets vereinbarte Zahlungen einhalten würden. Als diese bereit waren, ihn im Voraus zu bezahlen, ging er 1930 auf das Angebot ein, und seine Firma Winkler-Koch ermöglichte daraufhin den Bau von 15 Ölraffinerien, womit die Sowjetunion vom bloßen Röhol-Lieferanten zu einem eigenständigen Ölindustrieland aufstieg. Koch erhielt dafür 500.000 Dollar, während im kapitalistischen Westen aufgrund der Weltwirtschaftskrise kaum Gewinne zu machen waren. Dieses lukrative Geschäft lief 1932 aus, als die Sowjets entschieden, beim weiteren Ausbau ihrer Ölindustrie die ihnen nun bekannte Technologie zu kopieren. Koch blieb jedoch als technischer Berater weiterhin involviert.
1934 wendete sich der amerikanische Geschäftsmann und bekannte Nazi-Sympathisant William Rhodes Davis mit einer ähnlichen Anfrage an Winkler-Koch. Er wollte ein Öltanklager in Hamburg erwerben und zu einer großen Raffinerie ausbauen, wofür er bereits von Adolf Hitler persönlich eine Genehmigung erhalten hatte. Unter Kochs Regie entstand dort 1935 die drittgrößte Raffinerie des Dritten Reiches und zugleich eine der wenigen, die Flugbenzin herstellen konnten. Dies war von großer Bedeutung für Hitlers Kriegspläne. Koch blieb Nazi-Deutschland weiter verbunden, reiste in den folgenden Jahren oft dorthin, und 1938 schrieb er in einem Brief an seinen früheren Geschäftspartner Charles de Ganahl, dass er die Entwicklung in Deutschland wie auch die in Italien und Japan bewundere. Als 1941 die USA in den Zweiten Weltkrieg gegen diese drei Länder eintraten, wurde Koch zur Unterstützung der Produktion von Flugbenzin für die Air Force herangezogen. 1944 wurde die von ihm mit errichtete Raffinerie in Hamburg von amerikanischen Bombern zerstört.
In den USA baute Koch einen Konzern auf, der außer Ölraffinerien und Pipelines auch Rinderzucht betrieb. Als er 1967 starb, wurde der jährliche Umsatz auf 177 Millionen Dollar geschätzt.

## Politik
Kochs politische Ansichten waren offenbar stark geprägt durch seine Erfahrungen in der Sowjetunion. Einige seiner Bekannten dort fielen Stalins „Säuberungen“ zum Opfer, und ein Aufpasser schockierte ihn mit der Ankündigung, dass man bald die USA erobern werde. Später bedauerte er, zur Stärkung dieses Regimes beigetragen zu haben, und sein Sohn David erzählte, der Vater habe immer davon geredet, dass Regierungen etwas Schlechtes seien. In Nazi-Deutschland sah Koch jedoch ein Vorbild, das er in seinem oben erwähnten Brief an de Ganahl dem New Deal des Präsidenten Franklin D. Roosevelt gegenüberstellte. Roosevelt fördere Faulheit und die Abhängigkeit von der Regierung, während Deutschland zeige, wie man das überwinden könne, indem man die Menschen zu harter Arbeit aufrufe. Für seine ersten beiden Söhne engagierte er eine sehr strenge Hitler-Verehrerin aus Deutschland als Erzieherin.
1958 war Koch an der Gründung der erzkonservativen John Birch Society beteiligt, die vor allem durch die Verbreitung von Verschwörungstheorien wie der bekannt wurde, dass die USA im Geheimen von Kommunisten unterwandert würden und auch der amtierende Präsident Dwight D. Eisenhower ein kommunistischer Agent sei. Koch besuchte oft Veranstaltungen der Gesellschaft in Wichita und unterstützte sie großzügig. 1960 produzierte er im Selbstverlag das Buch A Businessman Looks at Communism („Ein Geschäftsmann betrachtet den Kommunismus“), von dem er nach eigenen Angaben mehr als eineinhalb Millionen Exemplare verteilte. Darin stellte er dar, dass die beiden großen Parteien, die protestantischen Kirchen, öffentliche Schulen, Universitäten, Gewerkschaften, die Streitkräfte, das Außenministerium, die Weltbank, die UNO und die moderne Kunst Werkzeuge der Kommunisten seien. Benito Mussolinis Unterdrückung der Kommunisten lobte er, während er dem „schwarzen Mann“ eine große Bedeutung in dem Plan der Kommunisten zuschrieb, indem diese durch sozialpolitische Maßnahmen Schwarze vom Land in die Städte lockten, wo sie einen bösartigen Rassenkrieg entfachen würden. In diesem Zusammenhang reiste er durch die Staaten und hielt Vorträge. Dabei zog er die Aufmerksamkeit des FBI auf sich, das in einem Bericht seine Thesen als „völlig absurd“ einstufte.
Nach der Ermordung John F. Kennedys 1963 schaltete Koch ganzseitige Anzeigen in der New York Times und der Washington Post, in denen er den Attentäter Lee Harvey Oswald einer kommunistischen Verschwörung zuordnete und für den Beitritt zur John Birch Society warb. (Einige texanische Mitglieder dieser Gesellschaft hatten umgekehrt am Tag des Attentats in einer ebenfalls ganzseitigen Anzeige Kennedy beschuldigt, er würde den „Geist von Moskau“ unterstützen.) 1964 unterstützte Koch die Nominierung Barry Goldwaters als Präsidentschaftskandidat der Republikaner, der gegen den Civil Rights Act of 1964 und für die Beibehaltung der Rassentrennung eintrat, aber bei der Wahl dem demokratischen Amtsinhaber Lyndon B. Johnson unterlag.
Nach einer Verurteilung wegen Steuerhinterziehung, die ihm hohe Nachzahlungen auferlegte, entwickelte Koch eine heftige Aversion gegen Steuern, verbunden mit der Befürchtung, er müsse wegen der Steuern das Unternehmen verkaufen. Daher entwickelte er verschiedene Strategien der Steuervermeidung. Einen Teil seines Vermögens wandelte er in einen Wohltätigkeitsfonds um, den er unter der Auflage, dass 20 Jahre lang alle Gewinne für wohltätige Zwecke gespendet werden mussten, ohne Erbschaftssteuer auf seine Söhne übertragen konnte.

## Tod
Fred Koch starb 1967 auf der Jagd am Bear River in der Nähe des Großen Salzsees an einem Herzinfarkt. Zu diesem Zeitpunkt galt er als der reichste Mann in Kansas.